# Уорд, Роберт
Роберт Джун Уорд-старший (англ. Robert June Ward Sr., по другим сведениям Роберт Джерилл Уорд-старший ; 15 октября 1938 года, Лутерсвилл, Джорджия, США — 25 декабря 2008 года, невключённая территория Драй-Бранч, Джорджия, США) — американский блюзовый гитарист и певец. Номинант Blues Music Awards в категориях «Альбом современного блюза» (1991), «Песня года» (1991), «Блюзовый гитарист» (1991), «Исполнитель современного блюза» (1996) .

## Биография
Роберт Уорд родился в Джорджии в 1938 году. В десятилетнем возрасте самостоятельно начал осваивать гитару, подражая передаваемым по радио песням Розетты Тарп и Мадди Уотерса. Гитару он получил как подарок: «Мои мама и папа работали уборщиками у каких-то белых людей. Одной из вещей, которую они отдали была маленькая гитара — та, на которой я научился играть» . После службы в армии Уорд в 1959 году во Флориде сформировал свою первую группу Brassettes. Они выступали на разогреве у Джеймса Брауна и других исполнителей, но не получали никакой финансовой отдачи, поэтому Уорд продал свою гитару и в 1960 году переехал в Дейтон, штат Огайоу к своей тете. Там он приобрел гитару Fender Telecaster и усилитель Magnatone, и выработал характерный звук, пропитанный вибрато, который стал его торговой маркой . Выбор усилителя многими обозревателями называется основополагающим в звуке, выработанном музыкантом: «Когда я зашел в магазин, чтобы посмотреть усилители, я увидел усилитель с надписью „Magnatone“ прямо на передней панели, и это название просто застряло у меня в голове…Продавец включил его, я вставил туда гитару и начал играть. И тут включилось вибрато. Я сказал: „О, боже, звучит как орган!“ и я в его влюбился» . Затем он создал группу Ohio Untouchables, впоследствии ставшую известной как Ohio Players. Группа в первой половине 1960-х выпустила несколько синглов, в том числе «Your Love Is Amazing», ставшую в дальнейшем визитной карточкой музыканта. По настоянию продюсера Ohio Untouchables объединились с госпел-квартетом Falcons, и выпустили сингл «I Found a Love», который стал крупным национальным R&B-хитом.
В 1965 году на фоне конфликтов в коллективе Уорд покинул группу и переехал в Толидо, но свою музыкальную деятельность вёл в Детройте, выпустив несколько синглов. В начале 1970-х работал сессионным гитаристом в Motown Records, а после того как Motown переместили свою базу в Лос-Анджелес в 1973 году и вовсе исчез с музыкальной сцены. В 1977 году после смерти жены и матери, начал злоупотреблять алкоголем, что закончилось годом, проведённым в тюрьме. По освобождении женился и переехал в Грантвилл, Джорджия и не думал возвращаться к музыке, работал на стройке, рубил лес, работал в Департаменте технического обслуживания города Мейкон.   в 1980-х годах Хаммонд Скотт, владелец независимого лейбла Black Top, провел два года в его безуспешных поисках. В 1990 году Уорд зашёл в Дейтоне в гитарный магазин, владелец которого знал о поисках Скотта, и в результате Уорд вернулся на музыкальную сцену. В 1991 году Роберт Уорд выпустил дебютный альбом  Fear No Evil, который принёс ему три номинации на Blues Music Award, включая номинацию песни «Your Love Is Amazing» на звание песни года. В 1993 и 1995 годах он выпустил ещё два альбома и в середине 1990-х провёл небольшое турне по США; также гастролировал в Великобритании, часто в сопровождении бэк-вокала своей второй жены Роберты. Вскоре компания Black Top Records прекратила существование, но Роберту Уорду удалось подписать контракт с влиятельной Delmark Records, на которой в 2000 году был выпущен четвёртый и последний альбом музыканта. 
В последние годы Роберт Уорд испытывал проблемы со здоровьем, в 2001 году перенёс два инсульта, у него выявили почечную недостаточность и это не позволяло ему выступать или записываться. 
Умер 25 декабря 2008 году у себя в доме в Драй-Бранче, оставив после себя жену, несколько детей и 68 внуков . 
«Тремоло-гитара американского музыканта Роберта Уорда…находится среди самых характерных инструментальных звуков соул-музыки 1960-х годов» 
«Его сочный, плавно ритмичный стиль игры на гитаре интенсивен, захватывающ и поразительно оригинален. Его дерзкие гитарные соло и танцевальный стиль аккордов переплетаются с его хриплым блюзом и вокалом с окраской соула, создавая звучание, которое остается восхитительно непредсказуемым» .

## Дискография
- 1991: Fear No Evil (Black Top)
- 1993: Rhythm of the People (Black Top)
- 1995: Hot Stuff (Relic), сборник записей 1960-х
- 1995: Black Bottom (Black Top)
- 2000: New Role Soul (Delmark)